# Куплет
Купле́т (фр. couplet) — часть песни, включающая одну строфу текста и одно проведение мелодии (напева).
Куплет повторяется в течение песни с новыми строками поэтического текста, при этом мелодия может оставаться неизменной.. В результате образуется так называемая куплетная форма, лежащая в основе строения большинства музыкальных произведений песенного жанра.
Нередко куплет сочетается с периодическими возвратами к одной и той же строфе — припеву. Весьма распространено исполнение запева солистом, а припева — хором (или первый раз солистом, а затем хором).